# Нижньощелепна кістка

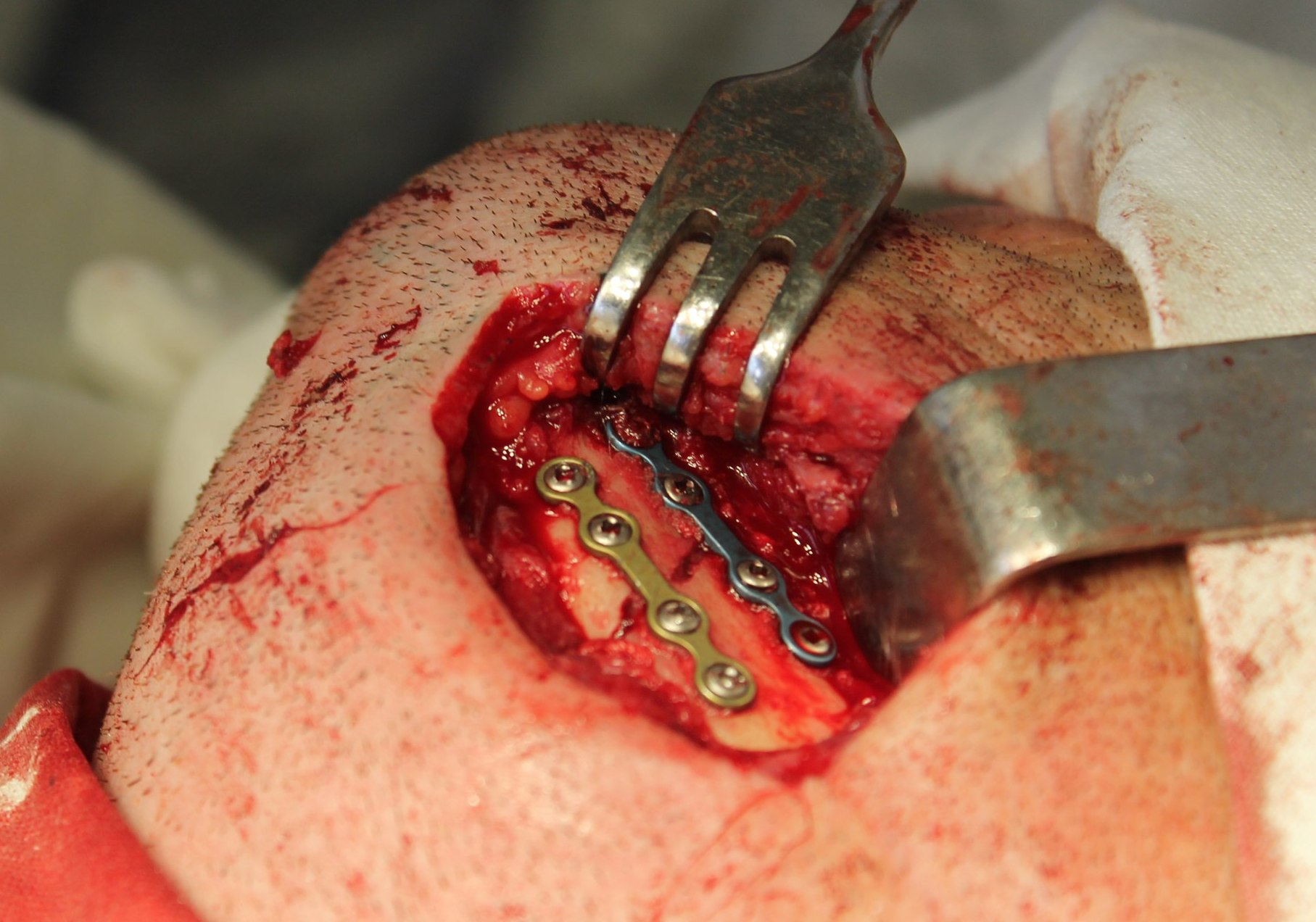
Хірургічне лікування перелому кута нижньої щелепи. Фіксація кісткових уламків пластинами. Принципи остеосинтезу — стабільність (нерухомість уламків, що створює умови для зрощення кісток) та функціональність.

Нижньощеле́пна кі́стка (лат. mandibula) — кістка лицевого черепа. Єдина рухома кістка черепа. Утворена з двох зубних кісток в амніотів, в анамній розділена.

## Анатомія у людини
Складається із тіла та двох гілок, сполучених з тілом під кутом 110—130°. Основа тіла масивна. По середній лінії видно звернений вентрально підборідний виступ, який є характерною властивістю черепа людини. На гілках розташовані альвеоли зубів. Гілки щелепи спрямовуються краніально і закінчуються двома відростками: переднім — вінцевим і заднім — суглобовим, розділеними вирізкою. До вінцевого приєднується скроневий м'яз, на другому розташована суглобова голівка скронево-нижньощелепного суглоба. Збоку до суглобового відростка приєднується крилоподібний м'яз.